# Primera División 2000-2001 (Argentina)
L'edizione 2000-2001 della Primera División argentina fu l'11ª ad essere disputata con la formula dei tornei di Apertura e Clausura. L'Apertura 2000 fu vinto dal Boca Juniors, mentre nel Clausura 2001 prevalse il San Lorenzo.

## Torneo di Apertura
|  | Pos. | Squadra             | Pt | G  | V  | N | P  | GF | GS | DR  |
|  | ---- | ------------------- | -- | -- | -- | - | -- | -- | -- | --- |
|  | 1.   | Boca Juniors        | 41 | 19 | 12 | 5 | 2  | 35 | 19 | 16  |
|  | 2.   | River Plate         | 37 | 19 | 10 | 7 | 2  | 41 | 24 | 17  |
|  | 3.   | Gimnasia La Plata   | 37 | 19 | 11 | 4 | 4  | 36 | 29 | 7   |
|  | 4.   | Talleres de Córdoba | 36 | 19 | 11 | 3 | 5  | 31 | 21 | 10  |
|  | 5.   | San Lorenzo         | 34 | 19 | 10 | 4 | 5  | 33 | 18 | 15  |
|  | 6.   | Vélez Sársfield     | 29 | 19 | 7  | 8 | 4  | 26 | 20 | 6   |
|  | 7.   | Estudiantes         | 29 | 19 | 7  | 8 | 4  | 22 | 17 | 5   |
|  | 8.   | Huracán             | 27 | 19 | 6  | 9 | 4  | 26 | 21 | 5   |
|  | 9.   | Chacarita Juniors   | 27 | 19 | 8  | 3 | 8  | 19 | 24 | -5  |
|  | 10.  | Colón               | 26 | 19 | 7  | 5 | 7  | 29 | 23 | 6   |
|  | 11.  | Unión de Santa Fe   | 26 | 19 | 6  | 8 | 5  | 23 | 21 | 2   |
|  | 12.  | Rosario Central     | 24 | 19 | 6  | 6 | 7  | 28 | 31 | -3  |
|  | 13.  | Newell's Old Boys   | 24 | 19 | 5  | 9 | 5  | 18 | 23 | -5  |
|  | 14.  | Independiente       | 23 | 19 | 6  | 5 | 8  | 24 | 23 | 1   |
|  | 15.  | Lanús               | 21 | 19 | 5  | 6 | 8  | 24 | 26 | -2  |
|  | 16.  | Belgrano de Córdoba | 17 | 19 | 3  | 8 | 8  | 22 | 31 | -9  |
|  | 17.  | Argentinos Juniors  | 14 | 19 | 2  | 8 | 9  | 18 | 28 | -10 |
|  | 18.  | Almagro             | 13 | 19 | 2  | 7 | 10 | 18 | 31 | -13 |
|  | 19.  | Los Andes           | 12 | 19 | 3  | 3 | 13 | 21 | 46 | -25 |
|  | 20.  | Racing Avellaneda   | 11 | 19 | 1  | 8 | 10 | 12 | 30 | -18 |

### Marcatori
| Pos. | Giocatore        | Squadra              | Gol |
| ---- | ---------------- | -------------------- | --- |
| 1    | Juan Pablo Ángel | River Plate          | 13  |
| 2    | Martín Palermo   | Boca Juniors         | 11  |
| 2    | Bernardo Romeo   | San Lorenzo          | 11  |
| 4    | Ariel Pereyra    | Gimnasia La Plata    | 10  |
| 4    | Luis Rueda       | Talleres de Córdoba  | 10  |
| 4    | Ernesto Farías   | Estudiantes La Plata | 10  |
| 4    | Daniel Tilger    | Unión de Santa Fe    | 10  |
| 7    | Diego Forlán     | Independiente        | 9   |
| 7    | Diego Klimowicz  | Lanús                | 9   |
| 7    | Javier Saviola   | River Plate          | 9   |

## Torneo di Clausura
|  | Pos. | Squadra             | Pt | G  | V  | N | P  | GF | GS | DR  |
|  | ---- | ------------------- | -- | -- | -- | - | -- | -- | -- | --- |
|  | 1.   | San Lorenzo         | 47 | 19 | 15 | 2 | 2  | 43 | 17 | 26  |
|  | 2.   | River Plate         | 41 | 19 | 13 | 2 | 4  | 48 | 27 | 21  |
|  | 3.   | Boca Juniors        | 30 | 19 | 8  | 6 | 5  | 29 | 26 | 3   |
|  | 4.   | Argentinos Juniors  | 29 | 19 | 8  | 5 | 6  | 27 | 22 | 5   |
|  | 5.   | Racing Avellaneda   | 29 | 19 | 7  | 8 | 4  | 21 | 20 | 1   |
|  | 6.   | Chacarita Juniors   | 29 | 19 | 8  | 5 | 6  | 21 | 25 | -4  |
|  | 7.   | Huracán             | 28 | 19 | 8  | 4 | 7  | 28 | 28 | 0   |
|  | 8.   | Vélez Sársfield     | 27 | 19 | 7  | 6 | 6  | 25 | 24 | 1   |
|  | 9.   | Estudiantes         | 27 | 19 | 7  | 6 | 6  | 23 | 24 | -1  |
|  | 10.  | Almagro             | 26 | 19 | 7  | 5 | 7  | 27 | 27 | 0   |
|  | 11.  | Talleres de Córdoba | 25 | 19 | 7  | 4 | 8  | 23 | 23 | 0   |
|  | 12.  | Newell's Old Boys   | 24 | 19 | 7  | 3 | 9  | 27 | 28 | -1  |
|  | 13.  | Colón               | 23 | 19 | 6  | 5 | 8  | 21 | 27 | -6  |
|  | 14.  | Lanús               | 22 | 19 | 6  | 4 | 9  | 28 | 30 | -2  |
|  | 15.  | Unión de Santa Fe   | 20 | 19 | 5  | 5 | 9  | 32 | 36 | -4  |
|  | 16.  | Belgrano de Córdoba | 20 | 19 | 5  | 5 | 9  | 18 | 26 | -8  |
|  | 17.  | Independiente       | 19 | 19 | 5  | 4 | 10 | 18 | 21 | -3  |
|  | 18.  | Gimnasia La Plata   | 18 | 19 | 4  | 6 | 9  | 22 | 28 | -6  |
|  | 19.  | Los Andes           | 18 | 19 | 5  | 6 | 8  | 24 | 32 | -8  |
|  | 20.  | Rosario Central     | 17 | 19 | 4  | 5 | 10 | 24 | 38 | -14 |

### Marcatori
| Pos. | Giocatore            | Squadra           | Gol |
| ---- | -------------------- | ----------------- | --- |
| 1    | Bernardo Romeo       | San Lorenzo       | 15  |
| 2    | Martín Cardetti      | River Plate       | 13  |
| 3    | Javier Saviola       | River Plate       | 11  |
| 4    | Hugo Brizuela        | Chacarita Juniors | 10  |
| 5    | Maximiliano Bevacqua | Almagro           | 9   |
| 6    | Diego Forlán         | Independiente     | 9   |
| 7    | Ezequiel Maggiolo    | Los Andes         | 9   |

## Retrocessioni
| Squadra             | Media | Punti | Giocate | 1998-99 | 1999-00 | 2000-2001 |
| ------------------- | ----- | ----- | ------- | ------- | ------- | --------- |
| Boca Juniors        | 2.052 | 234   | 114     | 89      | 74      | 71        |
| River Plate         | 1.947 | 222   | 114     | 58      | 86      | 78        |
| San Lorenzo         | 1.815 | 211   | 114     | 61      | 69      | 81        |
| Gimnasia La Plata   | 1.456 | 166   | 114     | 62      | 49      | 55        |
| Huracán             | 1.447 | 166   | 76      | N/A     | N/A     | 55        |
| Rosario Central     | 1.438 | 164   | 114     | 47      | 66      | 41        |
| Talleres de Córdoba | 1.429 | 163   | 114     | 44      | 58      | 61        |
| Vélez Sársfield     | 1.429 | 163   | 114     | 46      | 61      | 56        |
| Newell's Old Boys   | 1.359 | 155   | 114     | 52      | 55      | 48        |
| Independiente       | 1.350 | 154   | 114     | 51      | 61      | 42        |
| Colón               | 1.342 | 153   | 114     | 49      | 55      | 49        |
| Chacarita Juniors   | 1.328 | 101   | 76      | N/A     | 45      | 56        |
| Unión de Santa Fe   | 1.315 | 150   | 114     | 54      | 50      | 46        |
| Lanús               | 1.236 | 141   | 114     | 50      | 48      | 43        |
| Estudiantes         | 1.228 | 140   | 114     | 45      | 39      | 56        |
| Racing Avellaneda   | 1.228 | 140   | 114     | 55      | 45      | 40        |
| Argentinos Juniors  | 1.149 | 131   | 114     | 49      | 39      | 43        |
| Belgrano de Córdoba | 1.052 | 120   | 114     | 44      | 39      | 37        |
| Almagro             | 1.026 | 39    | 38      | N/A     | N/A     | 39        |
| Los Andes           | 0.789 | 30    | 38      | N/A     | N/A     | 30        |

L'Almagro e il Los Andes furono retrocessi direttamente in Primera B Nacional.

### Playoff
| Data           | Casa                | Ospite              | Esito |
| -------------- | ------------------- | ------------------- | ----- |
| 13 giugno 2001 | Quilmes             | Belgrano de Córdoba | 1-0   |
| 16 giugno 2001 | Belgrano de Córdoba | Quilmes             | 1-0   |

Il Belgrano de Córdoba restò in Prima Divisione e il Quilmes restò in Primera B Nacional.

| Data           | Casa               | Ospite             | Esito |
| -------------- | ------------------ | ------------------ | ----- |
| 13 giugno 2001 | Instituto          | Argentinos Juniors | 0-0   |
| 16 giugno 2001 | Argentinos Juniors | Instituto          | 3-0   |

L'Argentinos Juniors restò in Prima Divisione e l'Instituto restò in Primera B Nacional.